# Космос-219
Ко́смос-219 («ДС-У2-Д» № 2) — второй из серии советский научно-исследовательский спутник серии серии космических аппаратов «Космос» типа «ДС-У2-Д», запущенный для снятия дозиметрических карт радиационных полей на высотах от 230 км до 1650 км в широком диапазоне географических широт и долгот.
В ходе данного эксперимента, кроме данного, был запущен ещё один спутник — Космос-137.

## История создания
В декабре 1959 года создается Межведомственный научно-технический совет по космическим исследованиям при Академии Наук СССР во главе с академиком М. В. Келдышем, на который возлагается разработка тематических планов по созданию космических аппаратов, выдача основных тематических заданий, научно-техническая координация работ по исследованию и освоению верхних слоев атмосферы и космического пространства, подготовка вопросов организации международного сотрудничества в космических исследованиях.
Членом Президиума Межведомственного научно-технического совета по космическим исследованиям утверждается М. К. Янгель. В области прикладных задач проведения подобных работ было поручено НИИ-4 Министерства обороны СССР.
В 1962 году в программу второй очереди пусков ракеты-носителя «63С1», были включены космические аппараты «ДС-А1», «ДС-П1», «ДС-МТ» и «ДС-МГ».
После проведения поисковых проектных работ по разработки новой модификации исследовательских спутников стало очевидно, что в связи с многообразием исследовательских задач и различиями между требованиями к новой серии, разработать аппарат одного типа было практически невозможно.
Малые космические спутниковые платформы стали инструментальной базой для организации международного сотрудничества в области исследования космического пространства по программе «Интеркосмос».

## Особенности конструкции
Научный аппаратный комплекс космического аппарата «Космос-197» включал в себя:
- «ДА-1» — прибор, состоящий из блока электроники «Да-1а», блока фотоумножителей «ДА-1б», блока магнитных анализаторов «ДА-1в» и телескопа «ДА-1г»;
- «ДА-2» — прибор, состоящий из блока электроники «Да-2а», спектрометра протонов «ДА-2б», блока счётчиков Гейгера «ДА-2в» и выносного счётчика Гейгера «ДА-2г»;

## Программа полёта КА «Космос-219»

### Запуск
Космический аппарат «Космос-219» был запущен 26 апреля 1968 года ракета-носителем «Космос 11К63» со стартовой площадки № 86/1 космодрома Капустин Яр.

### Цель полёта
Космический аппарат «Космос-219» была предназначена для проведения следующих научных экспериментов:
- непосредственное определение радиационной опасности, которая может возникнуть в условиях космического полёта при воздействии излучения радиационных поясов Земли и излучений, сопровождающих ядерные взрывы на больших высотах и крупные вспышки на Солнце;
- снятие дозиметрических карт радиационных полей на высотах от 230 км до 1650 км в широком диапазоне географических широт и долгот.

Заказчиком и постановщиком данного научного эксперимента был Научно-исследовательский институт ядерной физики Московского государственного университета Министерства высшего и среднего специального образования РСФСР (ныне — НИИЯФ МГУ).

### Результаты эксперимента
В результате миссии космического аппарата «Космос-219» получен большой объём ценной научной информации о заряженных частицах естественных и искусственных радиационных поясов Земли и первичном космическом излучении.
Также в ходе полёта была составлена карта распределения радиации всего околоземного пространства на высотах от 220 км до 1700 км. Кроме этого были измерены поглощенные космическим аппаратом дозы радиации.